# Fravita
Flavi Fravita (en grec: Φραουίττα; mort el 404/405) va ser un líder dels gots i un oficial d'alt rang a l'exèrcit de l'Imperi Romà d'Orient.
Fravita era membre de l'aristocràcia Tervingia. També era pagà, i per aquest motiu va ser lloat per Eunapi, un historiador grec dels segles IV i V.
L'any 382, els visigots havien signat un tractat amb l'emperador romà Teodosi I, segons el qual els visigots podien viure al territori romà a la desembocadura del Danubi, amb el rang de foederati, proporcionant així tropes a l'exèrcit romà. Tanmateix, dins dels gots hi havia dos partits, que es van anar tornant cada cop més hostils entre si. Un va ser format per la majoria cristiana arriana, el "partit gòtic", liderat per Eriulf i oposat a l'assimilació dels gots a la cultura romana. Fravita, per l'altra banda, liderava aquells gots que volien mantenir-se fidels al tractat i que volien ser assimilats. El 391, mentre Eriulf i Fravita sopaven amb Teodosi, es van barallar i Fravita va matar Eriulf, i només la intervenció dels guàrdies imperials el va salvar dels seguidors venjatius d'Eriulf; mentre que el seu suport entre els gots disminuïa, la seva posició a la cort es va enfortir.
Més tard es va casar amb una dona romana d'alt rang, cosa que va contribuir a la seva pròpia assimilació a la societat romana, així com a la del seu poble. Segons Eunapi, Fravita necessitava un permís especial de l'emperador Teodosi I per a aquest matrimoni. Potser això no es devia als seus orígens gòtics, sinó a la seva condició de pagà.
Fravita va rebre l'encàrrec de reprimir les revoltes a l'Orient (395). Probablement posseïa el rang de comes Isauriae en aquest moment. Segons Zòsim, Fravita va ser la responsable d'haver "alliberat tot l'Orient, des de Cilícia fins a Fenícia i Palestina, de la plaga dels bandits". Eunapi va escriure, probablement exagerant, que la paraula "bandolerisme" havia estat oblidada en la ment del poble. Va ser lleial a l'Imperi durant tota la seva vida i va ascendir de rang a l'exèrcit, arribant al càrrec de Magister militum.
L'any 400 va ser ascendit a Magister Militum per Orientem i se li va encarregar la tasca de liderar la flota de l'emperador romà d'Orient Arcadi. Va derrotar decisivament la flota del rebel arià got Gaines, a Tràcia, mentre intentaven passar a Àsia Menor. L'historiador Zòsim va assenyalar que va ser posat al capdavant de les forces romanes amb un vot unànime del Senat i de l'emperador. Gaines va escapar a través del Danubi, on va ser assassinat pel cap hun Uldin. Com a recompensa, va demanar que se li permetés adorar lliurement els déus pagans; l'emperador li va concedir el seu desig i el va designar cònsol durant l'any 401. Probablement també es va concedir un triomf a Fravita per la seva victòria. Eunapi registra el seu retorn a Constantinoble "alegre i gloriosament" amb jocs de circ commemoratius de la derrota de Gaines.
Fravita va caure en desgràcia cap al 404 i va ser executat. Oficialment, va ser acusat de traïció sota la creença que havia deixat escapar intencionadament Gaines. Tanmateix, el més probable és que el matessin, ja que havia perdut el favor de la cort. Fravita va acusar un polític anomenat Joan, estimat per l'emperadriu Eudòxia, de sembrar la divisió entre Arcadi i Honori. Això va portar un seguidor de Crisòstom anomenat Hierax a organitzar la seva execució. Algunes fonts argumenten que Fravita va ser executat l'any 401. Zòsim, un historiador romà que va cobrir aquests esdeveniments, va ometre la mort de Fravita del seu relat, que acaba l'any 401. Altres relats de l'època no esmenten que la seva mort va ocórrer durant l'any 401, sinó que la mencionen al voltant de la mort d'Eudòxia, l'any 404.